# 中萊茵

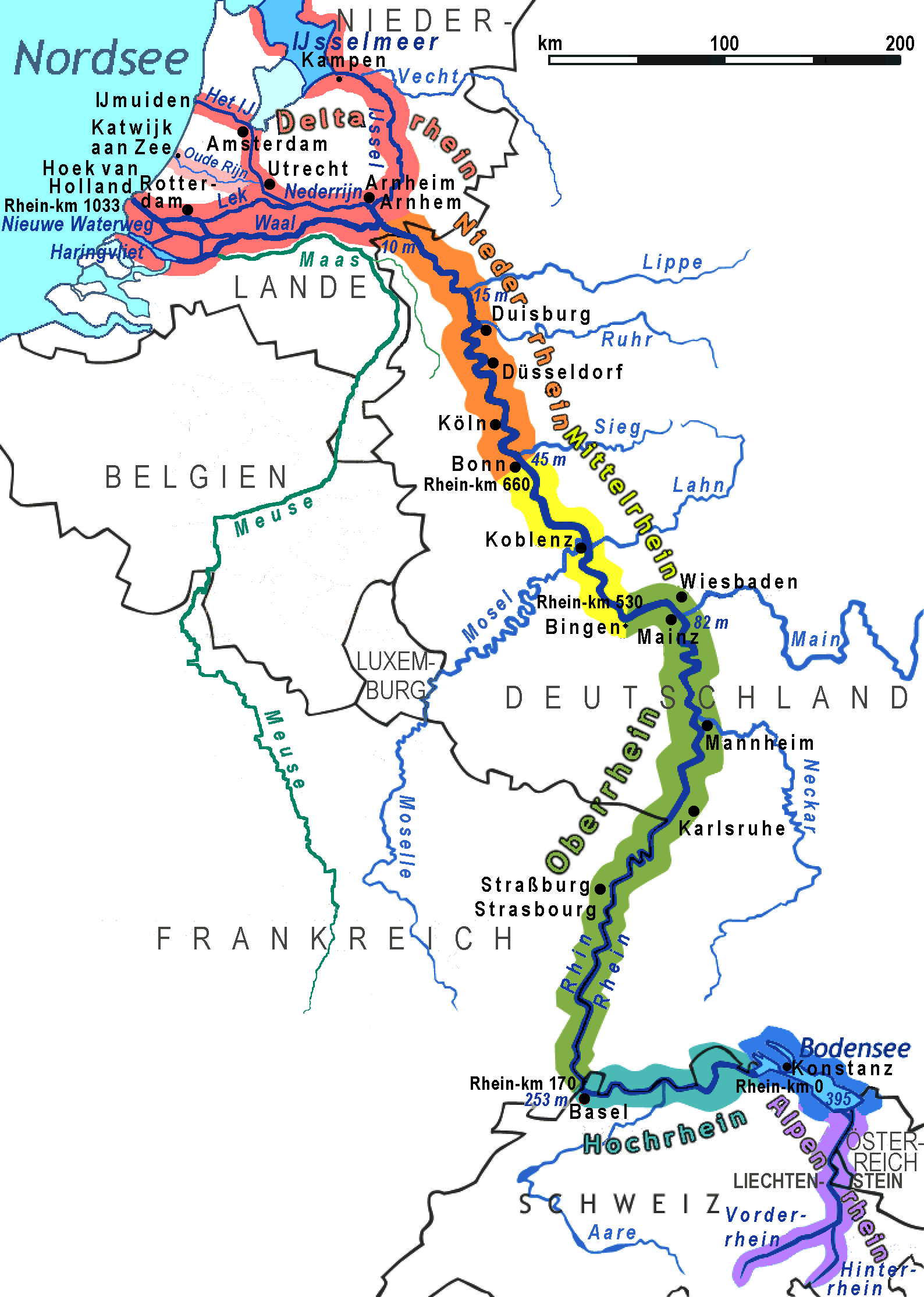
圖中之黃色部分為中萊茵河段

中萊茵（德語：Mittelrhein）是指萊茵河的中游萊茵河畔賓根和波恩之間的河段。中萊茵河段為河谷地形且兩岸高地差較大。自從19世紀開始，中萊茵就是德國重要的旅遊景點，也是地中海地區和北歐交流的交通要道。中萊茵也是德國著名的葡萄酒產區。

## 外部連結
维基共享资源上的相關多媒體資源：中萊茵
- The 40 castles of the Upper Middle Rhine
- Castles and ruins in the Siebengebirge （页面存档备份，存于）
- Mittelrheintal (German) （页面存档备份，存于）
- RomanticWine.de - non-commercial site in English about Middle Rhine wines, wineries and classifications

50°21′51″N 7°36′20″E / 50.36417°N 7.60556°E